# Parti social travailliste
Le Parti social travailliste (Partido social trabalhista, PST) est un ancien parti politique brésilien créé en 1988. En 1992, il fusionne avec le Parti travailliste rénovateur (PTR) pour donner naissance au Parti progressiste, lequel fusionne avec le Parti progressiste réformateur en 1995 au sein du Parti progressiste brésilien (PPB).
En 1996, d'anciens adhérents reconstituent le PST mais sans obtenir de succès électoral notable. Ce second PST intègre le Parti libéral en 2003. D'autres membres du PST choisissent de rejoindre le petit PRTB.